# Caratê nos Jogos Pan-Americanos de 2019 - Mais de 84 kg masculino
A categoria mais de 84 kg masculino foi disputada nas competições do caratê nos Jogos Pan-Americanos de 2019, em Lima. Foi realizada no Polideportivo de Villa El Salvador no dia 10 de agosto.

## Calendário
Horário local (UTC-5).
| Data         | Horário | Fase          |
| ------------ | ------- | ------------- |
| 10 de agosto | 14:00   | Primeira fase |
| 10 de agosto | 17:00   | Semifinal     |
| 10 de agosto | 18:05   | Final         |

## Medalhistas
| Ouro   | USA Brian Irr                     |
| Prata  | CAN Daniel Gaysinsky              |
| Bronze | CHI Rodrigo Rojas COL Diego Lenis |

## Resultados

### Grupo 1
| Atleta        | Nação        | J | V | E | D | Pontos | Pontos | Pontos |
| Atleta        | Nação        | J | V | E | D | PF     | PC     | Dif    |
| ------------- | ------------ | - | - | - | - | ------ | ------ | ------ |
| Rodrigo Rojas | CHI Chile    | 3 | 3 | 0 | 0 | 10     | 1      | +9     |
| Diego Lenis   | COL Colômbia | 3 | 2 | 0 | 1 | 9      | 2      | +7     |
| Franklin Mina | ECU Equador  | 3 | 1 | 0 | 2 | 2      | 3      | -1     |
| Jorge Beltrán | PER Peru     | 3 | 0 | 0 | 3 | 0      | 15     | -15    |

|                     | Score |                     |
| ------------------- | ----- | ------------------- |
| Diego Lenis (COL)   | 6-0   | Jorge Beltrán (PER) |
| Franklin Mina (ECU) | 0-1   | Rodrigo Rojas (CHI) |
| Diego Lenis (COL)   | 2-1   | Franklin Mina (ECU) |
| Rodrigo Rojas (CHI) | 8-0   | Jorge Beltrán (PER) |
| Diego Lenis (COL)   | 1-1   | Rodrigo Rojas (CHI) |
| Jorge Beltrán (PER) | 0-1   | Franklin Mina (ECU) |

### Grupo 2
| Atleta           | Nação                    | J | V | E | D | Pontos | Pontos | Pontos |
| Atleta           | Nação                    | J | V | E | D | PF     | PC     | Dif    |
| ---------------- | ------------------------ | - | - | - | - | ------ | ------ | ------ |
| Daniel Gaysinsky | CAN Canadá               | 3 | 2 | 1 | 0 | 7      | 1      | +6     |
| Brian Irr        | USA Estados Unidos       | 3 | 2 | 1 | 0 | 5      | 1      | +4     |
| Agustín Pérez    | ARG Argentina            | 3 | 1 | 0 | 2 | 6      | 11     | -5     |
| Anel Castillo    | DOM República Dominicana | 3 | 0 | 0 | 3 | 3      | 8      | -5     |

|                        | Score |                        |
| ---------------------- | ----- | ---------------------- |
| Anel Castillo (DOM)    | 0-5   | Daniel Gaysinsky (CAN) |
| Agustín Pérez (ARG)    | 1-4   | Brian Irr (USA)        |
| Anel Castillo (DOM)    | 3-4   | Agustín Pérez (ARG)    |
| Brian Irr (USA)        | 0-0   | Daniel Gaysinsky (CAN) |
| Anel Castillo (DOM)    | 0-1   | Brian Irr (USA)        |
| Daniel Gaysinsky (CAN) | 4-1   | Agustín Pérez (ARG)    |

### Finais
|  | Semifinais             | Semifinais             |   |  | Disputa do ouro | Disputa do ouro |  |
|  |                        |                        |   |  |                 |                 |  |
|  |                        |                        |   |  |                 |                 |  |
|  | Rodrigo Rojas (CHI)    | 1                      |   |  |                 |                 |  |
|  | Brian Irr (USA)        | 2                      |   |  |                 |                 |  |
|  |                        |                        |   |  |                 |                 |  |
|  |                        |                        |   |  |                 |                 |  |
|  |                        |                        |   |  | Brian Irr (USA) | 5               |  |
|  |                        | Daniel Gaysisnky (CAN) | 0 |  |                 |                 |  |
|  |                        |                        |   |  |                 |                 |  |
|  |                        |                        |   |  |                 |                 |  |
|  |                        |                        |   |  |                 |                 |  |
|  |                        |                        |   |  |                 |                 |  |
|  | Diego Lenis (COL)      | 0                      |   |  |                 |                 |  |
|  | Daniel Gaysisnky (CAN) | 8                      |   |  |                 |                 |  |